# François Gir
François Gir (13 de marzo de 1920 – 12 de diciembre de 2003) fue un director y ayudante de dirección cinematográfico y televisivo de nacionalidad francesa.

## Biografía
Su verdadero nombre era François Pierre Girard, y nació en París, Francia, siendo sus padres la actriz Jeanne Fusier-Gir y el pintor Charles Gir. Fue amigo íntimo de Sacha Guitry, para el cual trabajó en diferentes ocasiones como ayudante de dirección.
Dirigió una única producción cinematográfica en el año 1959, Mon pote le gitan, con Louis de Funès, que era su cuñado a causa de su matrimonio, en 1952, con Maria de Funès (1907 - 1993). Vivió con Maria de Funès desde finales de los años 1940 hasta 1970, y adoptó y crio a los dos hijos de Maria: Charles, nacido el 12 de abril de 1942, director de televisión, y Isabelle de Funès, cantante nacida el 27 de julio de 1944.
A partir de 1954, Gir se dedicó a la dirección de producciones televisivas.
François Gir falleció en Pontoise, Francia, en el año 2003.

## Cine
Director
- 1959 : Mon pote le gitan (también guionista)

Ayudante de dirección
- 1948 : Le Diable boiteux, de Sacha Guitry
- 1949 : Toâ, de Sacha Guitry
- 1951 : Topaze, de Marcel Pagnol
- 1951 : La Poison, de Sacha Guitry
- 1951 : Adhémar ou le Jouet de la fatalité, de Fernandel
- 1952 : La Putain respectueuse, de Charles Brabant y Marcello Pagliero
- 1952 : La Vie d'un honnête homme, de Sacha Guitry
- 1953 : Si Versailles m'était conté, de Sacha Guitry
- 1955 : Bob, le flambeur, de Jean-Pierre Melville (también actor)

## Televisión
Director
- 1956 : En direct de…, serie documental
- 1957 : C'était un gentleman
- 1960 : Le Barbier de Séville ou La précaution inutile
- 1961 : L'Éventail de Lady Windermere
- 1961 : Première de face
- 1962 : La Dame aux camélias
- 1962 : Le Joueur
- 1963 : La Rabouilleuse
- 1963 : Quelques pas dans les nuages
- 1964 : Le Médecin malgré lui
- 1964 : Valentin le désossé
- 1966 : Gerfaut (serie)
- 1967 : À Saint-Lazare
- 1968 : La Dame fantôme
- 1971 : Le Bouton de rose
- 1972 : Joyeux chagrins
- 1973 : La Maîtresse
- 1974 : Malicroix
- 1974 : La Veuve
- 1977 : Deux auteurs en folie
- 1981 : La Messagère, episodio de la serie Les Amours des années folles